# Hypena neoplyta
Hypena neoplyta är en fjärilsart som beskrevs av Louis Beethoven Prout 1925. Hypena neoplyta ingår i släktet Hypena och familjen nattflyn. Inga underarter finns listade i Catalogue of Life.